# Малатья (ил)
Мала́тья (тур. Malatya, арм. Մալաթիա) — ил на востоке Турции.

## География
Ил Малатья граничит с илом Элязыг и Диярбакыр на востоке, Адыяман на юге, Кахраманмараш на западе и Сивас и Эрзинджан на севере.
Малатья лежит в горах Юго-Восточного Тавра. Самые высокие вершины: Корудаг (2100 м), Каракая-Тепе (2424 м), Бекбель-Тепе (2006 м), Бейдаги (2544 м). Нургак — продолжение Тауруса. Его вершины — Дербент (2428 м), Кепез (2140 м).
Центр провинции, через который протекает множество больших и небольших речушек (Кылычёзю, Кизыл-Ирмак и другие), расположен в центральной части плодородной равнины, где выращиваются различные виды фруктов, в том числе всемирно известные абрикосы сорта Малатья.
Батталгази, расположенный на севере Малатьи, важный исторический центр.

## История
Малатья с её окрестностями с древних времен являлась родиной многих цивилизаций. Её название происходит от хеттского слова мёд. За время своего существования Малатья дважды меняла своё местоположение. В 1750 году до н. э. царь Куссары Анитта завоевал Малатью и сделал её частью Хеттского царства. Затем в 705—681 год до н. э. эту территорию завоёвывают ассирийцы. После них здесь властвовали мидийцы и персы. После завоевания Малатьи Александром Македонским она стала частью эллинистического государства. Затем Малатья — одна из десяти провинций государства Каппадокия, существовавшего с 2880 по 212 год до н. э.. С VI века до н.э. до 1071 года н.э. была частью Армении. Правителями Малатьи были римляне и византийцы, арабы и сельджуки, а с 1515 года — османы. До Геноцида армян в Турции (1915-1922 гг.) основную часть населения области составляли армяне. В 1924 году Малатья стала провинцией Турции.
6 февраля 2023 года стала одним из эпицентров мощного землетрясения.

## Население
Население — 853 658 жителей (2009). Основное население — турки, курды, исламизированые армяне.

## Административное деление
Ил Малатья разделён на 14 районов:
1. Акчадаг (Akçadağ)
2. Арапгир (Arapgir)
3. Аргуван (Arguvan)
4. Батталгази (Battalgazi)
5. Даренде (Darende)
6. Доганшехир (Doğanşehir)
7. Доганьол (Doğanyol)
8. Хекимхан (Hekimhan)
9. Кале (Kale)
10. Кулунджак (Kuluncak)
11. Малатья (Malatya)
12. Пютюрге (Pütürge)
13. Языхан (Yazıhan)
14. Ешильюрт (Yeşilyurt)

## Достопримечательности
- крепость — старинная Малатья (Батталгази); была построена в I веке римским императором Титом и в XII веке полностью перестроена сельджуками.
- место археологических раскопок Аслантепе.
- мечети в Малатье, Арапгире и Даренде;
- медресе Шахабие и Кюбра, медресе Садразам;
- мечети: Мелика Сунуллаха, Акминаре, Абдульселам, Карахан, Джафер паша, Мирлива Ахмед паша, Гюмрюкчю Осман паша, Чобанлы и Кёпрюлю Мехмед паша;
- библиотека им. Испанакчи Мустафы паши (мечеть им. Муллы Эюба);
- обитель Канлы;
- усыпальница Икиз;
- келья шейха Хамиди Вели (Сомунджу Баба);
- постоялый двор оруженосца Мустафы паши и Ташхан;
- мост Кыркгёз;
- большой крытый рынок — ярмарка Хача Хюсеина паши;
- бани Хасана паши и Кёпрюлю Мехмед паши.
- мечеть Улу с айваном в Бапалгази.
- места отдыха в лесу Пынарбаши;
- водоисточник Таказ;

## Известные люди
- Абу-ль-Фарадж бин Харун (1226—1286) — сирийский церковный деятель, писатель и учёный
- Агджа, Мехмет Али (1958) — турецкий террорист, покушавшийся на папу римского Иоанна Павла II
- Инёню, Исмет (1884—1973) — второй президент Турции
- Кая, Ахмет (1956—2000) — турецкий поэт и певец
- Коркмаз, Бюлент (1968) — турецкий футболист
- Озал, Тургут (1927—1993) — турецкий деятель
- Сунал, Кемаль (1944—2000) — турецкий актёр-комик
- Эздамар, Эмине Зевги (1946) — немецкая актриса, театральный режиссёр, писательница